# Complémentaire (théorie des ensembles)
Pour les articles homonymes, voir Complémentaire.

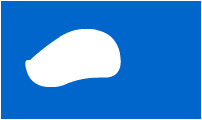
Si l'encadré représente
l'ensemble E, la partie bleue est le complémentaire de la blanche.

En mathématiques, et plus particulièrement en théorie des ensembles, le complémentaire d'une partie {\displaystyle A} d'un ensemble {\displaystyle E} est constitué de tous les éléments de {\displaystyle E} n'appartenant pas à {\displaystyle A}.
Il est noté {\displaystyle \complement _{E}A} ou {\displaystyle E\backslash A} (puisqu'il s'agit de la différence des ensembles {\displaystyle E} et {\displaystyle A}).
Lorsque l'ensemble {\displaystyle E} est considéré comme l'ensemble de référence, la notation est simplifiée en {\displaystyle ^{\mathrm {c} }A,A^{\mathrm {c} }} ou encore {\displaystyle {\overline {A}}} . Cette dernière notation, très pratique en mathématiques élémentaires, ne peut être utilisée en topologie car elle désigne alors l'adhérence de {\displaystyle A}.
Si {\displaystyle A} est différent de l'ensemble vide et de {\displaystyle E}, alors {\displaystyle A} et {\displaystyle A^{\mathrm {c} }} forment une partition de l'ensemble {\displaystyle E}.

## Le cas des ensembles finis
Lorsque {\displaystyle E} est un ensemble fini, la somme des cardinaux de {\displaystyle A} et {\displaystyle A^{\mathrm {c} }} est égale au cardinal de {\displaystyle E} :
{\displaystyle {\text{card}}\left(A\right)+{\text{card}}\left(A^{\mathrm {c} }\right)={\text{card}}\left(E\right)}.
D'où on déduit :
{\displaystyle {\text{card}}\left(A^{\mathrm {c} }\right)={\text{card}}\left(E\right)-{\text{card}}\left(A\right)}.
Exemple
Pour dénombrer les absents dans une assemblée prévue de cinquante personnes, il suffit de compter les présents. En effet, l'ensemble des personnes absentes est le complémentaire de celui des personnes présentes. Si 47 personnes sont présentes, alors il y a 50 – 47 = 3 absents.

## Propriétés essentielles

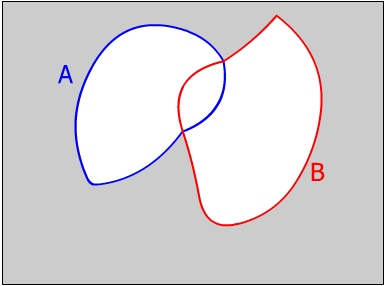
Le complémentaire de est grisé.

L'ensemble dans lequel on travaille est noté {\displaystyle E}. {\displaystyle A} et {\displaystyle B} sont des sous-ensembles de {\displaystyle E}.
- {\displaystyle E^{\mathrm {c} }=\varnothing }.
- {\displaystyle {\varnothing }^{\mathrm {c} }=E}.
- Un élément de {\displaystyle E} ne peut être à la fois dans {\displaystyle A} et dans son complémentaire {\displaystyle A^{\mathrm {c} }}, un ensemble et son complémentaire sont donc des ensembles disjoints :

{\displaystyle A\cap A^{\mathrm {c} }=\varnothing }
- Tout élément de {\displaystyle E} est dans {\displaystyle A} ou dans le complémentaire {\displaystyle A^{\mathrm {c} }} de {\displaystyle A} :

{\displaystyle A\cup A^{\mathrm {c} }=E}
- Le complémentaire du complémentaire d'un ensemble est cet ensemble lui-même (l'application « le complémentaire de... » est une involution) :

{\displaystyle ({{A}^{\mathrm {c} }})^{\mathrm {c} }=A}.
- Lois de De Morgan ou Dualité :
  - Le complémentaire de l'union de deux ensembles est l'intersection de leurs complémentaires :
{\displaystyle ({A\cup B})^{\mathrm {c} }=A^{\mathrm {c} }\cap B^{\mathrm {c} }}.
  - Le complémentaire de l'intersection de deux ensembles est l'union de leurs complémentaires :
{\displaystyle ({A\cap B})^{\mathrm {c} }=A^{\mathrm {c} }\cup B^{\mathrm {c} }}.